# Rhodothamniellaceae
Rhodothamniellaceae, porodica crvenih algi, dio reda Palmariales. Postoje tri vrste unutar 2 roda, sve su morske.

## Rodovi
1. Camontagnea Pujals, 2
2. Rhodothamniella Feldmann, 1